# Trojan-PSW
Trojan-PSW - шкідлива програма, призначена для крадіжки користувацьких облікових записів (логін і пароль) з уражених комп'ютерів. Назва PSW походить від Password-Stealing-Ware.
Під час запуску PSW-троянці шукають необхідні їм відомості системних файлів, що зберігають різні конфіденційні дані. У разі успішного пошуку програма відсилає знайдені дані «хазяїну». Для передачі даних можуть бути використані електронна пошта, FTP, HTTP (за допомогою вказівки даних в запиті) та інші способи. Деякі троянці даного типу крадуть реєстраційні дані до різного програмного забезпечення.

## Особливості
Trojan-PSW, що займаються крадіжкою банківських облікових записів, облікових записів до інтернет-пейджерів, а також облікових записів до комп'ютерних ігор, відносяться до Trojan-Banker, Trojan-IM і Trojan-GameThief відповідно. В окремі типи дані шкідливі програми виділені в силу їх численності. 

## Приклад
Trojan-PSW.Win32.Hooker - Ця програма належить до родини "троянських коней", крадуть системні паролі. Під час запуску троянець самовстановлюється в систему: копіює в головний каталог Windows або в системний каталог Windows і реєструє в системному реєстрі в секції самозапуску. 

## Опис
Назва файлу-троянця, каталог установлення (Windows або Windows\SYSTEM) і ключ реєстру є опціональними та можуть бути змінені зловмисником перед розсиланням троянського файлу. Всі ці значення зберігаються в кінці троянського файлу в зашифрованому вигляді.
Троянець потім реєструє себе як прихований застосунок (служба) і невидимий в списку завдань. Троянець також створює додатковий DLL-файл, основним завданням якого є спостереження за текстом, який користувач набирає на клавіатурі.
Троянець періодично відсилає зібрані відомості на електронну адресу зловмисника (ця адреса також опціональна). Повідомлення троянця містять: назву комп'ютера і його адресу Міжмережжя, RAS-дані, логіни та паролі доступу в мережу і також рядки, які користувач вводив на клавіатурі.